# Acyrocerops furifera
Acyrocerops furifera är en tvåvingeart som beskrevs av James 1978. Acyrocerops furifera ingår i släktet Acyrocerops och familjen vapenflugor. Inga underarter finns listade i Catalogue of Life.